# Temporada da CART World Series de 1985
A temporada de 1985 da CART PPG Indy Car World Series foi a 7ª temporada do campeonato sob a chancela CART. A temporada consistiu em 15 corridas, sendo sete em ovais e oito em circuitos mistos e de rua.

## Resumo
Al Unser foi o campeão da categoria, vencendo o seu filho Al Unser Jr, que acabou com o vice-campeonato. O novato do ano foi o "holandês voador" Arie Luyendyk. As 500 Milhas de Indianápolis de 1985 mais uma vez foi sancionado pela USAC, mas contou com o campeonato de pontos da CART pelo terceiro ano consecutivo. Danny Sullivan venceu a Indy500, de forma dramática, em uma corrida que ficou conhecida como "Spin and Win".
No outono de 1984, Rick Mears sofreu ferimentos graves nas pernas em um acidente em Sanair Super Speedway. Mears dirigiu apenas uma programação a tempo parcial em 1985, correndo em Indianapolis e, posteriormente, apenas em ovais. Al Unser. levou o lugar de Mears em tempo integral na Penske como substituto da temporada. Unser teve uma vitória, dez top-5, e um outro top-10, a caminho do campeonato, uma batalha que culminou de forma dramática na última corrida da temporada.
O campeão da temporada de 1984, Mario Andretti, venceu a abertura da temporada, terminou em 2º na Indy500 e venceu as duas corridas seguintes, saltando para a liderança. No entanto, uma queda de rendimento no meio da temporada e apenas um top-5 fez com que o piloto saísse da briga pelo título. Vale lembrar que Andretti quebrou a clavícula em um acidente em Michigan International Speedway, e foi forçado a ficar de fora de uma corrida. O piloto da temporada se tornou Al Unser Jr, que venceu as duas próximas corridas (Meadowlands e Cleveland), e terminou o ano com duas vitórias nove top-5.
A Primeira Vitoria do Brasil na Indy e a primeira transmissão ao vivo para o país
Quando Emerson Fittipaldi estreou na Indy em 1984, haviam muitas perguntas(por parte da imprensa brasileira) sobre as corridas em circuitos ovais,pois antes não haviam transmissões ao vivo de toda a temporada para o Brasil. A Rede Record fez um compacto das 500 milhas de Indianápolis,sendo então a primeira emissora brasileira a mostrar uma corrida da CART para o país tupiniquim. O rato(como era conhecido no Brasil) retornara ao automobilismo graças aos convites que recebeu dos empresários nos EUA participando de provas da IMSA que o credenciaram a correr na mais famosa categoria de monopostos norte americana.
Foram 3 equipes nas quais correu obtendo bons resultados e ao mesmo tempo resultados ruins
Witt GTS Racing
Emerson estreava em Long Beach fazendo uma bela corrida sempre andando entre os dez primeiros colocados e,no fim, terminou em quinto lugar, considerado bom resultado levando em consideração o chassi no qual o italiano Teo Fabi utilizou em 1983 fazendo inclusive a pole position em Indianápolis. Nas duas ultimas corridas seguintes ele já não foi tão bem com o carro obtendo um decimo segundo em Phoenix (Danna Jimmy Bly 200) e na sua estreia na Indy 500 abandonando a corrida com problemas na pressão do óleo.
HR California Cooler Racing
Depois disso,foram 2 rodadas de fora e negociando contrato com outra equipe para os Gps de Meadowlands e Cleveland. Nestas provas ele terminou em sétimo e abandonou na ultima corrida pela equipe terminando em vigésimo respectivamente
Patrick Racing
O pulo do gato de Emerson Fittipaldi veio de maneira inesperada com um contrato novo com uma das melhores equipes do grid, a Patrick Racing vencedora de 2 Indy 500 com o então veterano Gordon Johncock (1973  e 1982) revezando o carro numero 40 com o italiano Bruno Giacomelli e o norte americano e futuro dono de equipe Chip Ganassi participou das provas de Mid Ohio, Sanair e Caesars Place (Las Vegas) sendo essa a ultima corrida do ano de 1984 obtendo um quarto lugar e abandonando em outras duas. 
Para 1985, ele assina  um contrato de 4 anos com a equipe de Patt Patrick(correndo com o carro March Cosworth numero 40) e ganha como companheiro de equipe Bruno Giacomelli que não participou de toda a temporada revezando o carro numero 20 com Sammy Swindell e Dominic Whittington.Jr. e tendo outro piloto participando da Indy 500 com Rich Vogler.  
Emerson Fittipaldi chega a Indy 500 correndo por fora, mesmo tendo um bom carro e vindo de um segundo lugar em Long Beach e partindo da quinta posição faz uma corrida muito boa estando entre os primeiros e passadas as voltas se torna o lider da corrida e por lá ficou bastante tempo na ponta.Porém, numa das paradas de pits stops, começa a apresentar problemas na alimentação de combustível e abandona a prova já quase no fim da corrida. Num gesto comovente da equipe de mecânicos (transmitido pela Rede de Televisão ABC dos EUA com narração de Jim Mckay) aplaudindo o piloto brasileiro pelo seu grande desempenho. Na corrida,vitória de Danny Sulivan da Penske depois de rodar na curva 1 e não bater no muro numa das cenas mais impressionantes do esporte a motor até hoje.
Antes das 500 milhas de Michigan,Emerson obtem bons resultados nas outras 4 provas antecedentes ( terceiro em Portland,segundo em Meadowlands e dois oitavos lugares em Milwalkke e Cleveland) conquistando importantes pontos na briga pela liderança do campeonato liderado até então por Mario Andretti. 
As 500 milhas de Michigan sofreram um adiamento forçado na primeira data por conta da instabilidade dos pneus utilizados na atual temporada e por conta deste problema, a nova data foi estipulada para 28 de julho a corrida. 
E,finalmente neste dia a corrida aconteceu com 30 carros largando para a corrida no oval mais rapido do mundo em Brooklin e, Emerson Fittipaldi largou de decimo nono lugar escalando o pelotão da frente pouco a pouco na corrida. Dos trinta carros que largaram para a corrida, dez terminaram a prova nas voltas finais,Emerson sofreu grande pressão de Al Unser Sr e Tom Sneva para vencer a corrida e,de quebra, se tornar o primeiro brasileiro estrangeiro depois de Graham Hill, Jim Clark, Teo Fabi e Hector Rebaque a vencer corridas de F Indy. Foi a primeira vez desde 1975 em Silverstone pela Formula 1 que o rato não tomava o champagne e isso foi feito em terreno preferido dos americanos, o circuito oval. E foram 22 vitorias dele na sua carreira na F Indy. A partir deste feito, a Rede Bandeirantes passou a cobrir a F Indy graças ao seu feito. A partir da corrida de Road América, a emissora paulista passou a cobrir a categoria e além dela,a Manchete e o SBT transmitiram a categoria.Na corrida de Road América vencida pelo canadense Jacques Villeneuve teve a única participação Alan Jones (Campeão mundial de Formula 1 de 1980) terminando com um respeitável terceiro lugar.
A Disputa pelo Titulo e a vitória do pai sobre o filho com a ajuda de Roberto Pupo Moreno
No meio da temporada, a vantagem de Mario Andretti havia diminuído, enquanto Emerson Fittipaldi, Al Unser, Sr. e Al Unser, Jr. estavam todos se aproximando. No Pocono 500, Rick Mears triunfante retornou à pista da vitória depois de sua perna. ferimentos. Terminando em segundo e terceiro lugar foram Al Jr. e Al Sr., respectivamente, com Al Sr. agora levando os pontos de chumbo. Unser Jr. devorou os pontos nas próximas quatro corridas, e os Unsers estavam com o pescoço e o pescoço se aproximando do final da temporada. Enquanto isso, Bobby Rahal estava fazendo um campeonato sozinho, vencendo 3 das 5 corridas e fechando com 13 pontos de vantagem.
Com duas corridas pela frente, Unser, Jr. levou Unser, Sr. por 3 pontos. Pai e filho terminaram em 1º e 2º em Phoenix, e a classificação foi invertida. Al Sr. levou Al Jr. por 3 pontos indo para o final em Miami. Rahal terminou um distante sexto em Phoenix, e foi matematicamente eliminado do campeonato
O final da temporada no Tamiami Park terminou de forma dramática. Danny Sullivan e Bobby Rahal terminaram em 1º e 2º, respectivamente, mas a atenção do dia foi focada nos Não-Partidos. No final da corrida, Al Unser Jr. estava em terceiro, e Al Unser, Sr. estava em 5º. No momento, Al Jr. liderava a hipotética corrida pelo título em um ponto. Unser, Sr. pegou e passou Roberto Moreno para o 4 º lugar nas últimas voltas, e assim ganhou o campeonato por 1 ponto sobre seu filho. Unser, Sr. depois, expressou certo arrependimento por ter arrebatado o título do campeonato de seu filho, mas sentiu que era sua responsabilidade para com sua própria equipe e seus próprios patrocinadores competir com sua habilidade até o final, e também era o melhor. interesses de esportividade a todos os competidores para não dar favor a seu filho. Unser, Sr. também sabia que seus dias foram contados como um piloto competitivo no circuito, enquanto ele sabia que Unser, Jr. tinha muitos anos à frente para ter outra chance no título (Al Jr. de fato ganharia o campeonato duas vezes - 1990 e 1994 ).
A temporada de 1985 viu duas controvérsias em duas corridas separadas. O Michigan 500 teve que ser adiado por uma semana devido a problemas com pneus. Em setembro, a corrida no Sanair chegou a uma conclusão bizarra quando o pace car, liderando o campo na última volta com cautela, subitamente virou para os boxes no último turno. O líder Johnny Rutherford não foi informado e o segundo lugar, Pancho Carter, acelerou e bateu na linha de chegada. Oficiais inicialmente deram a vitória a Carter, e Rutherford protestou. Após revisão, Rutherford acabou por restaurar a vitória.

## Pilotos e construtores
| Equipes                 | Chassis                                                           | Motores                    | No*     | Pilotos                | Corridas                    |
| ----------------------- | ----------------------------------------------------------------- | -------------------------- | ------- | ---------------------- | --------------------------- |
| Team Penske             | March 85C                                                         | Cosworth                   | 4 (5)   | Danny Sullivan         | All                         |
| Team Penske             | March 85C                                                         | Cosworth                   | 5 (1)   | Rick Mears             | 2-3, 7, 9, 12               |
| Team Penske             | March 85C                                                         | Cosworth                   | 5 (1)   | Al Unser               | 2-3, 7, 9, 12               |
| Team Penske             | March 85C                                                         | Cosworth                   | 11      | All except 3           |                             |
| Doug Shierson Racing    | Lola T900                                                         | Cosworth                   | 30      | Al Unser, Jr.          | All                         |
| Truesports Co.          | March 85C                                                         | Cosworth                   | 3 (10)  | Bobby Rahal            | All                         |
| Truesports Co.          | March 85C                                                         | Cosworth                   | 8       | Ludwig Heimrath, Jr.   | 10                          |
| Newman/Haas Racing      | Lola T900                                                         | Cosworth                   | 1 (3)   | Mario Andretti         | All except 8                |
| Newman/Haas Racing      | Lola T900                                                         | Cosworth                   | 1 (3)   | Alan Jones             | 8                           |
| Patrick Racing          | March 85C                                                         | Cosworth                   | 20      | Bruno Giacomelli       | 1, 4-6, 8, 10-11, 13, 15    |
| Patrick Racing          | March 85C                                                         | Cosworth                   | 20      | Sammy Swindell         | 7, 9                        |
| Patrick Racing          | March 85C                                                         | Cosworth                   | 20      | Don Whittington, Jr.   | 2-3, 12, 14                 |
| Patrick Racing          | March 85C                                                         | Cosworth                   | 40      | Emerson Fittipaldi     | All                         |
| Patrick Racing          | March 85C                                                         | Cosworth                   | 60      | Rich Vogler            | 2                           |
| All American Racers     | Eagle 85GC (All except 4, 11, and 13-14) Lola T900 (4, 11, 13-14) | Cosworth                   | 2       | Tom Sneva              | All                         |
| All American Racers     | Lola T900                                                         | Cosworth                   | 97      | Tony Bettenhausen, Jr. | 2                           |
| All American Racers     | Eagle 85GC (All except 3, 6) Lola T900 (3)                        | Cosworth                   | 98      | Ed Pimm                | All except 6                |
| Kraco Racing            | March 85C                                                         | Cosworth                   | 18      | Kevin Cogan            | All                         |
| Kraco Racing            | March 85C                                                         | Cosworth                   | 99      | Michael Andretti       | All                         |
| Alex Morales Racing     | March 85C                                                         | Cosworth                   | 21      | Johnny Rutherford      | All                         |
| Machinists Union Racing | March 85C                                                         | Cosworth                   | 55      | Josele Garza           | All                         |
| Machinists Union Racing | March 85C                                                         | Cosworth                   | 59      | Pete Halsmer           | 2-6, 12                     |
| Machinists Union Racing | March 85C                                                         | Cosworth                   | 59      | Rupert Keegan          | 10, 13, 15                  |
| Machinists Union Racing | March 85C                                                         | Cosworth                   | 59      | Chip Ganassi           | 7                           |
| Galles Racing           | March 85C                                                         | Buick (1-2)Cosworth (3-15) | 6       | Pancho Carter          | 2-4, 6-7, 9, 11-12, 14      |
| Galles Racing           | March 85C                                                         | Buick (1-2)Cosworth (3-15) | 6       | Roberto Moreno         | 5, 8, 10, 13, 15            |
| Galles Racing           | March 85C                                                         | Cosworth                   | 7       | Geoff Brabham          | All                         |
| Team Cotter             | March 85C                                                         | Cosworth                   | 9       | Roberto Guerrero       | All                         |
| Forsythe Racing         | Lola T900                                                         | Cosworth                   | 32/33   | Howdy Holmes           | 1-12                        |
| Forsythe Racing         | Lola T900                                                         | Cosworth                   | 32/33   | Jan Lammers            | 13-15                       |
| Pace Racing             | March 84C (1-6) Lola T900 (7-15)                                  | Cosworth                   | 36      | Dennis Firestone       | 1-13                        |
| Pace Racing             | March 84C (1-6) Lola T900 (7-15)                                  | Cosworth                   | 36      | Jim Crawford           | 14-15                       |
| Dick Simon Racing       | March 85C                                                         | Cosworth                   | 22      | Raúl Boesel            | 1, 4-6, 8, 10, 13, 15       |
| Dick Simon Racing       | March 85C                                                         | Cosworth                   | 22      | Dick Simon             | 2-3, 7, 9, 11-12, 14        |
| Dick Simon Racing       | March 85C                                                         | Cosworth                   | 23      | Raúl Boesel            | 2, 7                        |
| Dick Simon Racing       | March 85C                                                         | Cosworth                   | 23      | Dick Simon             | 5                           |
| Leader Card Racing      | March 84C (1, 5) March 85C (4)                                    | Cosworth                   | 24      | Rocky Moran            | 1, 4-5                      |
| Leader Card Racing      | March 84C (7) March 85C (2-3, 9)                                  | Cosworth                   | 24      | Tom Bigelow            | 2-3, 7, 9                   |
| Leader Card Racing      | March 84C                                                         | Cosworth                   | 24      | Phil Krueger           | 6                           |
| Leader Card Racing      | March 85C                                                         | Cosworth                   | 24      | Herm Johnson           | 8, 10                       |
| Leader Card Racing      | March 85C                                                         | Cosworth                   | 24      | Gary Bettenhausen      | 11-12, 14                   |
| Leader Card Racing      | March 85C                                                         | Cosworth                   | 24      | Dominic Dobson         | 13, 15                      |
| Canadian Tire Racing    | March 85C                                                         | Cosworth                   | 67      | Jim Crawford           | 11                          |
| Canadian Tire Racing    | March 85C                                                         | Cosworth                   | 76      | Jacques Villeneuve     | All except 2, 7, 9, and 12  |
| Canadian Tire Racing    | March 85C                                                         | Cosworth                   | 76      | Johnny Parsons         | 2                           |
| Provimi Racing          | Lola T900                                                         | Cosworth                   | 61      | Arie Luyendyk          | All except 9-10             |
| Arciero Racing          | Lola T900 (All other races) March 85C (12, 15)                    | Cosworth                   | 12      | Bill Whittington       | All except 7, 9, 11, and 14 |
| Arciero Racing          | Lola T900 (All other races) March 85C (12, 15)                    | Cosworth                   | 12      | Randy Lanier           | 14                          |
| Arciero Racing          | Lola T900                                                         | Cosworth                   | 57      | Randy Lanier           | 1-2, 4-6, 8, 10, 13, 15     |
| Dale Coyne Racing       | Lola T800                                                         | Chevy                      | 19      | Dale Coyne             | All except 1 and 11         |
| Gohr Racing             | March 85C                                                         | Chevy                      | 56      | Steve Chassey          | All except 1 and 11         |
| Hemelgarn Racing        | Lola T900 (All other races) March 85C (11)                        | Cosworth                   | 71      | Michael Roe            | 1-2, 4-6                    |
| Hemelgarn Racing        | Lola T900 (All other races) March 85C (11)                        | Cosworth                   | 71      | Spike Gehlhausen       | 3, 7                        |
| Hemelgarn Racing        | Lola T900 (All other races) March 85C (11)                        | Cosworth                   | 71      | Enrique Mansilla       | 8, 10-11                    |
| Hemelgarn Racing        | Lola T900 (All other races) March 85C (11)                        | Cosworth                   | 71      | Scott Brayton          | 13-15                       |
| Part-time entries       |                                                                   |                            |         |                        |                             |
| Wysard Racing           | Lola T900                                                         | Cosworth                   | 34      | Jim Crawford           | 1-3, 5-6                    |
| Wysard Racing           | Lola T900                                                         | Cosworth                   | 34      | Darin Brassfield       | 15                          |
| Brayton Racing          | March 85C                                                         | Cosworth/Buick             | 37      | Scott Brayton          | 1-7, 9, 12                  |
| Interscope Racing       | March 85C                                                         | Cosworth                   | 25      | Danny Ongais           | 1-2, 6-7, 9, 12, 14-15      |
| AMI Racing              | March 85C                                                         | Cosworth                   | 43      | John Paul, Jr.         | 2, 6                        |
| AMI Racing              | March 85C                                                         | Cosworth                   | 43      | Jan Lammers            | 4-5                         |
| Circle Bar Racing       | Lola T900                                                         | Cosworth                   | 38      | Chet Fillip            | 2-3, 6-7                    |
| Menard Cashway Lumber   | March 85C                                                         | Cosworth                   | 8       | Herm Johnson           | 2                           |
| Tom Hess Racing         | Lola T800                                                         | Cosworth                   | 27 (29) | Dick Ferguson          | 1                           |
| Tom Hess Racing         | Lola T900                                                         | Cosworth                   | 27 (29) | Derek Daly             | 2                           |
| Tom Hess Racing         | Lola T900                                                         | Cosworth                   | 27 (29) | Jeff Wood              | 6                           |
| Tom Hess Racing         | Lola T900                                                         | Cosworth                   | 27 (29) | Ian Ashley             | 15                          |
| Purcell Racing          | March 83C                                                         | Cosworth                   | 50      | Tom Bigelow            | 2                           |
| Purcell Racing          | March 83C                                                         | Cosworth                   | 51      | Phil Krueger           | 2                           |
| Gilmore Racing          | March 85C (All other races) Lola T900 (11)                        | Cosworth                   | 14      | A. J. Foyt             | 2, 5-7, 9, 11, 14-15        |
| Gilmore Racing          | March 84C                                                         | Cosworth                   | 41      | Mike Nish              | 2, 14                       |
| Gilmore Racing          | March 85C                                                         | Chevy                      | 44      | George Snider          | 2                           |
| Gilmore Racing          | March 85C                                                         | Cosworth                   | 84      | Chip Ganassi           | 2                           |
| Theodore Racing         | Theodore                                                          | Cosworth                   | 15      | Chico Serra            | 4                           |

## Classificação
| #   | Piloto                 | LBH | INDY | MIL | POR | MEA | CLE | MIC1 | ROA | POC | MDO | SAN | MIC2 | LAG | PHX | MIA | Pts |
| --- | ---------------------- | --- | ---- | --- | --- | --- | --- | ---- | --- | --- | --- | --- | ---- | --- | --- | --- | --- |
| 1   | Al Unser               | 5   | 4    |     | 4   | 3   | 3   | 2*   | 7   | 3   | 27  | 13* | 12   | 2   | 1*  | 4   | 151 |
| 2   | Al Unser Jr.           | 9   | 25   | 7   | 2*  | 1*  | 1   | 15   | 17* | 2*  | 4   | 3   | 23   | 3   | 2   | 3   | 150 |
| 3   | Bobby Rahal            | 27  | 27   | 9   | 20  | 25  | 28  | 6    | 4   | 4   | 1*  | 10  | 1*   | 1*  | 6   | 2*  | 133 |
| 4   | Danny Sullivan         | 3   | 1    | 4   | 27  | 18  | 27  | 14   | 13  | 5   | 2   | 5   | 8    | 8   | 4   | 1   | 126 |
| 5   | Mario Andretti         | 1*  | 2*   | 1*  | 1   | 26  | 14* | 10   |     | 7   | 7   | 15  | 21   | 11  | 3   | 27  | 114 |
| 6   | Emerson Fittipaldi     | 2   | 13   | 8   | 3   | 2   | 8   | 1    | 5   | 6   | 8   | 25  | 13   | 24  | 8   | 26  | 104 |
| 7   | Tom Sneva              | 8   | 20   | 2   | 24  | 6   | 11  | 3    | 21  | 8   | 15  | 7   | 5    | 19  | 19  | 21  | 66  |
| 8   | Jacques Villeneuve     | 7   | DNQ  | 22  | 23  | 21  | 4   |      | 1   |     | 3   | 11  |      | 25  | 13  | 17  | 54  |
| 9   | Michael Andretti       | 19  | 8    | 19  | 28  | 4   | 7   | 27   | 2   | 13  | 14  | 19  | 25   | 9   | 5   | 25  | 53  |
| 10  | Rick Mears             |     | 21   | 3   |     |     |     | 30   |     | 1   |     |     | 2    |     |     |     | 51  |
| 11  | Johnny Rutherford      | 10  | 6    | 23  | 9   | 14  | 15  | 4    | DNS | 14  | 22  | 1   | 9    | 21  | 26  | 19  | 51  |
| 12  | Josele Garza           | 28  | 31   | 7   | 12  | 27  | 6   | 19   | 18  | 26  | 11  | 6   | 6    | 7   | 10  | 9   | 46  |
| 13  | Ed Pimm                | 12  | 9    | 21  | 19  | DNS |     | 5    | 11  | 20  | 9   | 8   | 3    | 14  | 9   | 12  | 45  |
| 14  | Kevin Cogan            | 23  | 11   | 16  | 5   | 7   | 9   | 7    | 25  | 17  | 21  | 9   | 4    | 17  | 22  | 24  | 44  |
| 15  | Geoff Brabham          | 6   | 19   | 12  | 14  | 24  | 2   | 29   | 15  | 19  | 13  | 4   | 16   | 10  | 12  | 22  | 41  |
| 16  | Pancho Carter          | 13  | 33   | 5   | 13  |     | 16  | 16   |     | 12  |     | 2   | 10   |     | 7   |     | 37  |
| 17  | Roberto Guerrero       | 26  | 3    | 6   | 15  | DNS | 19  | 13   | 19  | 18  | 18  | 23  | 24   | 4   | 21  | 28  | 34  |
| 18  | Arie Luyendyk RY       | 17  | 7    | 17  | 21  | 10  | 5   | Wth  | 6   |     | DNS | 18  | 15   | 22  | 25  | 7   | 33  |
| 19  | Bruno Giacomelli R     | 18  |      |     | 10  | 5   | 10  |      | 22  |     | 6   | 16  |      | 6   |     | 14  | 32  |
| 20  | Jim Crawford           | 4   | 16   | DNS |     | 9   | 13  |      |     |     |     | 20  |      |     | 15  | 16  | 16  |
| 21  | Bill Whittington       | 16  | 14   | DNS | 26  | 16  | 24  |      | 24  |     | 5   |     | 17   | DNQ |     | 8   | 15  |
| 22  | Scott Brayton          | 11  | 30   | DNQ | 6   | 15  | 25  | 8    |     | 16  |     |     | 22   | 26  | 18  | DNQ | 15  |
| 23  | Alan Jones             |     |      |     |     |     |     |      | 3   |     |     |     |      |     |     |     | 14  |
| 24  | Danny Ongais           | DNQ | 17   |     |     |     |     | 20   |     | 22  |     |     | 7    |     | 14  | 6   | 14  |
| 25  | Howdy Holmes           | 14  | 10   | 11  | 17  | 13  | 22  | 9    | 10  | 21  | 16  | 21  | 18   | DNS |     |     | 12  |
| 26  | Jan Lammers            |     |      |     | 16  | 12  |     |      |     |     |     |     |      | 5   | 20  | 13  | 11  |
| 27  | Michael Roe R          | 21  | DNQ  |     | 7   | 8   | 26  |      |     |     |     |     |      |     |     |     | 11  |
| 28  | Roberto Moreno R       |     |      |     |     | 28  |     |      | 16  |     | 25  |     |      | 16  |     | 5   | 10  |
| 29  | Johnny Parsons         |     | 5    |     |     |     |     |      |     |     |     |     |      |     |     |     | 10  |
| 30  | Raul Boesel R          | 20  | 18   |     | 11  | 11  | 12  | 28   | 8   |     | 23  |     |      | 20  |     | 23  | 10  |
| 31  | Enrique Mansilla       |     |      |     |     |     |     |      | 9   |     | 10  | 12  |      |     |     |     | 8   |
| 32  | Pete Halsmer           |     | DNQ  | 15  | 8   | 19  |     |      |     |     |     |     | 11   |     |     |     | 7   |
| 33  | Dennis Firestone       | 22  | DNQ  | 20  | 18  | DNQ | 21  | 11   | 20  | 9   | 17  | 14  | DNS  | 23  |     |     | 6   |
| 34  | Steve Chassey          |     | DNQ  | DNS | DNQ | 20  | DNS | 12   | 26  | 11  | 12  |     | 14   | 15  | 11  | DNQ | 6   |
| 35  | Rupert Keegan R        |     |      |     |     |     |     |      |     |     | 19  |     |      | 12  |     | 10  | 4   |
| 36  | Dick Simon             |     | 26   | 13  |     | 17  |     | 25   |     | 10  |     | 17  | 19   |     | DNQ |     | 3   |
| 37  | Chet Fillip            |     | DNQ  | 10  |     |     |     | 18   | 17  |     |     |     |      |     |     |     | 3   |
| 38  | Dominic Dobson         |     |      |     |     | DNS |     |      |     |     |     |     |      | 18  |     | 11  | 2   |
| 39  | Herm Johnson           |     | DNQ  |     |     |     |     |      | 12  |     | 24  |     |      |     |     |     | 1   |
| 40  | Derek Daly             |     | 12   |     |     |     |     |      |     |     |     |     |      |     |     |     | 1   |
| 41  | Randy Lanier           | 24  | DNQ  |     | 22  | 22  | 20  |      | 14  |     | 20  |     |      | 13  | 17  | 15  | 0   |
| 42  | Spike Gehlhausen       |     |      | 14  |     |     |     | 18   |     |     |     |     |      |     |     |     | 0   |
| 43  | John Paul, Jr.         |     | 15   |     |     |     | 17  |      |     |     |     |     |      |     |     |     | 0   |
| 44  | Phil Krueger           |     | DNQ  |     |     |     | DNQ | 21   |     | 15  |     |     |      |     |     |     | 0   |
| 45  | Rocky Moran R          | 15  |      |     | DNQ | DNQ |     |      |     |     |     |     |      |     |     |     | 0   |
| 46  | Gary Bettenhausen      |     |      |     |     |     |     |      |     |     |     | 22  | DNS  |     | 16  |     | 0   |
| 47  | Tom Bigelow            |     | DNQ  | 18  |     |     |     | 26   |     | 23  |     |     |      |     |     |     | 0   |
| 48  | Ian Ashley             |     |      |     |     |     |     |      |     |     |     |     |      |     |     | 18  | 0   |
| 49  | A. J. Foyt             |     | 28   |     |     | 23  |     |      |     | 24  |     | 24  |      |     | 23  | 20  | 0   |
| 50  | Don Whittington, Jr.   |     | 24   | DNQ |     |     |     | 20   |     |     |     |     |      |     | 24  |     | 0   |
| 51  | Chip Ganassi           |     | 22   |     |     |     |     | 22   |     |     |     |     |      |     |     |     | 0   |
| 52  | Dale Coyne             | DNQ |      | DNS | DNQ | DNQ | DNS | 24   | 23  | 27  | 28  |     | DNS  | 27  | DNQ | DNQ | 0   |
| 53  | Sammy Swindell         |     |      |     |     |     |     | 23   |     | 25  |     |     |      |     |     |     | 0   |
| 54  | Rich Vogler            |     | 23   |     |     |     |     |      |     |     |     |     |      |     |     |     | 0   |
| 55  | Jeff Wood              |     |      |     |     |     | 23  |      |     |     |     |     |      |     |     |     | 0   |
| 56  | Dick Ferguson          | 25  | DNQ  |     |     |     |     |      |     |     |     |     |      |     |     |     | 0   |
| 57  | Chico Serra            |     |      |     | 25  |     |     |      |     |     |     |     |      |     |     |     | 0   |
| 58  | Ludwig Heimrath, Jr. R |     |      |     |     |     |     |      |     |     | 26  |     |      |     |     |     | 0   |
| 59  | Tony Bettenhausen, Jr. |     | 29   |     |     |     |     |      |     |     |     |     |      |     |     |     | 0   |
| 60  | George Snider          |     | 32   |     |     |     |     |      |     |     |     |     |      |     |     |     | 0   |
| –   | Darin Brassfield R     |     |      |     |     |     |     |      |     |     |     |     |      |     |     | DNQ | -   |
| –   | Frank Chianelli R      |     |      |     |     |     |     |      |     | DNQ |     |     |      |     |     |     | -   |
| –   | Tom Gloy               |     |      |     |     |     |     |      |     | DNS |     |     |      |     |     |     | -   |
| –   | Gordon Johncock        |     | Wth  |     |     |     |     |      |     |     |     |     |      |     |     |     | -   |
| –   | Jerry Karl             |     | DNQ  |     |     |     |     |      |     |     |     |     |      |     |     |     | -   |
| –   | Mike Nish R            |     | DNQ  |     |     |     |     |      |     |     |     |     |      |     | EX  |     | -   |
| –   | Willy T. Ribbs R       |     | Wth  |     |     |     |     |      |     |     |     |     |      |     |     |     | -   |
| –   | Ken Schrader           |     | DNP  |     |     |     |     |      |     |     |     |     |      |     |     |     | -   |
| Pos | Driver                 | LBH | INDY | MIL | POR | MEA | CLE | MIC1 | ROA | POC | MDO | SAN | MIC2 | LAG | PHX | MIA | Pts |

| Cor        | Significado               |
| ---------- | ------------------------- |
| Ouro       | Winner                    |
| Prata      | 2nd place                 |
| Bronze     | 3rd place                 |
| Verde      | 4th-6th place             |
| Azul Claro | 7th–12th place            |
| Roxo       | Finished (Outside Top 12) |
| Púrpura    | Did not finish (Ret)      |
| Rosa       | Did not qualify (DNQ)     |
| Marrom     | Withdrew (WD)             |
| Black      | Disqualified (DSQ)        |
| Branco     | Did not start (DNS)       |
| Sem Cor    | Não Participou (DNP)      |
| Sem Cor    | Driver replacement (Rpl)  |
| Sem Cor    | Injured (Inj)             |
| Sem Cor    | Race not held (NH)        |
| Sem Cor    | Não Competiu              |

| Notas   | Notas                    |
| ------- | ------------------------ |
| Bold    | Pole Position            |
| Italics | Volta Mais Rápida        |
| *       | Mais Voltas Na Liderança |
| RY      | Rookie do Ano            |
| R       | Rookie                   |

| Cor        | Significado               |
| ---------- | ------------------------- |
| Ouro       | Winner                    |
| Prata      | 2nd place                 |
| Bronze     | 3rd place                 |
| Verde      | 4th-6th place             |
| Azul Claro | 7th–12th place            |
| Roxo       | Finished (Outside Top 12) |
| Púrpura    | Did not finish (Ret)      |
| Rosa       | Did not qualify (DNQ)     |
| Marrom     | Withdrew (WD)             |
| Black      | Disqualified (DSQ)        |
| Branco     | Did not start (DNS)       |
| Sem Cor    | Não Participou (DNP)      |
| Sem Cor    | Driver replacement (Rpl)  |
| Sem Cor    | Injured (Inj)             |
| Sem Cor    | Race not held (NH)        |
| Sem Cor    | Não Competiu              |

| Notas   | Notas                    |
| ------- | ------------------------ |
| Bold    | Pole Position            |
| Italics | Volta Mais Rápida        |
| *       | Mais Voltas Na Liderança |
| RY      | Rookie do Ano            |
| R       | Rookie                   |